# Nicànor (germà de Cassandre)
Nicànor  (en grec Νικάνωρ) era fill d'Antípater, el regent de Macedònia i, per tant, germà de Cassandre de Macedònia.
La reina Olímpia de l'Epir el va fer matar l'any 317 aC.